# 蒂奥讷
蒂奥讷（法語：Thionne，法語發音：[tjɔn]）是法国阿列省的一个市镇，位于该省东部，属于维希区。

## 地理
蒂奥讷（46°24'19"N, 3°34'33"E）面积26.96 平方千米，位于法国奥弗涅-罗讷-阿尔卑斯大区阿列省，该省份为法国中部省份，北起涅夫勒省、西北接谢尔省，西南至克勒兹省，南至多姆山省，东南临卢瓦尔省，东临索恩-卢瓦尔省。
与蒂奥讷接壤的市镇（或旧市镇、城区）包括：沙泰尔佩龙、贝布尔河畔雅利尼、梅尔西、圣瓦尔、特雷托、沃马。

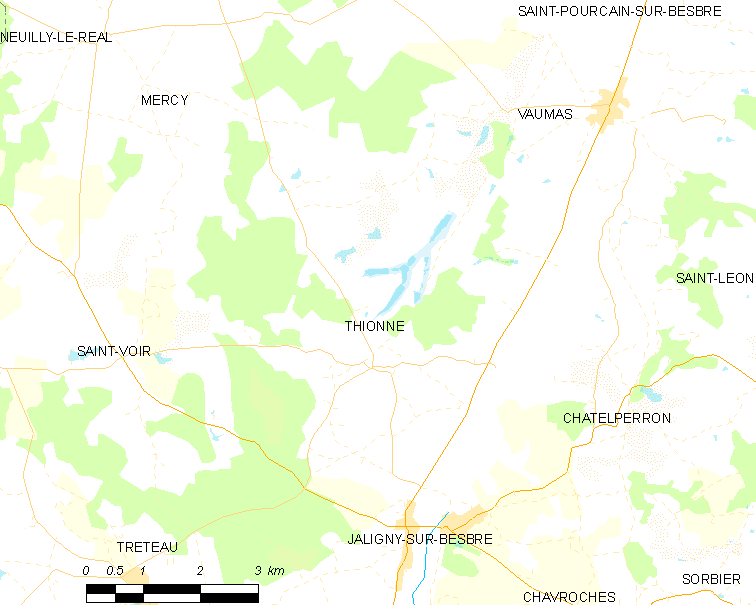
蒂奥讷的OSM定位图

蒂奥讷的时区为UTC+01:00、UTC+02:00（夏令时）。

## 行政
蒂奥讷的邮政编码为03220，INSEE市镇编码为03284。

## 政治
蒂奥讷所属的省级选区为穆兰第二县。

## 人口

1962-2008年间蒂奥讷人口变化图示

蒂奥讷于2022年1月1日时的人口数量为282人。